# M.C.I.
M.C.I. — альбом-сборник песен группы «Аквариум», вышедший как магнитоальбом в 1984г., в 2001 году был выпущен на CD. Студийный бутлег, составленный Тропилло, без ведома БГ. В официальную дискографию группы не входит.

## Об альбоме
MCI сборник забракованных самим «Аквариумом» версий песен, записанных в период с 1979 по 1983 годы, по свидетельству БГ, для «Табу». Ещё до выхода первого заводского тиража с программой «MCI» поклонниками группы было создано своё оформление для CD. Трек-лист на полиграфии самодельного издания отличается от трек-листа издания заводского.

## Список композиций предварительного издания (к «празднику» 25-летия Свободной Звукозаписи)
1. –30
2. Марина
3. Колыбельная
4. Золотых лошадей
5. Сентябрь
6. Платан
7. Контрданс
8. Альтернатива
9. Сторож Сергеев
10. Небо становится ближе
11. Песня № 2
12. Нож режет воду (бонус-трек)

Песни «–30» и «Марина» записаны осенью 1980 года c Евгением Губерманом на барабанах. Записи песен «Золотых лошадей» и «Контрданс» входили в авторский вариант альбома «Акустика», «Платан», «Сторож Сергеев» и «Альтернатива» (в другой версии) — были опубликованы бонус-треками при переиздании фирмой «Союз» альбома «Радио Африка», «Сентябрь» — альбома «Табу». «Песня № 2», посвящённая А. Макаревичу, появилась после выхода фильма «Душа». «Coda» на альбоме — это запись с «неразрешённого» концерта. Вначале бодрый голос объявляет: «Дальше поёт ансамбль Аквариум!», и после небольшой паузы звучит совсем другой голос: «Товарищи, концерт окончен…».

## Аннотация к сборнику
- Пели, пищали, говорили:

Б.Гребенщиков, А. «Дюша» Романов, В. Гаккель, С. Курёхин, А. Тропилло
- Музицировали, скрипели и шумели:

Б.Гребенщиков, А. «Дюша» Романов, В. Гаккель, Е. Губерман, А. Куссуль, С. Курехин, А. Тропилло, М. «Фан» Васильев, П. Трощенков, А. Ляпин, А. Титов, И. Воропаев;
- Крутили ручки, резали и клеили плёнку, ставили микрофоны:

А. Тропилло, В. Глазков, А. Журавлёв;
- Помогали, покрывали, проводили:

Л. Кобрина, В. Кашинский, В. Писчасов.
- Записи произведены в студии «Антроп», г. Ленинград, ул. Панфилова, 23 в 1980—1983 годах.

Звукорежиссёр А. Тропилло.
Сведение и монтаж в мобильной студии MCI, от эл. фидера Ленинградской Филармонии 23-25 июля 1983 года.
Звукорежиссёры А. Тропилло, В. Гладков.
Звукооператор А. Журавлёв.
- Музыка — Б. Г./Аквариум.
- Слова — Б. Г.
- Слава Богу.

(Информация с официального сайта группы)

## Список композиций
1. −30 (6:12)
2. Марина (4:23)
3. Колыбельная (2:24)
4. Золотых лошадей (2:30)
5. Контрданс (4:02)
6. Альтернатива (2:45)
7. Сторож Сергеев (3:18)
8. Небо становится ближе (6:11)
9. Песня № 2 (3:44)
10. Сентябрь (5:00)
11. Платан (5:27)
12. Coda (0:18)